# 武康郡
武康郡，中国南北朝时设置的郡。
东魏兴和年间设置武康郡，治所在东多城（今山西省孝义市北）。北齐建立后不久废除。
西魏恭帝二年（555年）设置武康郡，属于益州。治所在阳安县（今四川省简阳市西北绛溪河北岸）。辖境相当今四川省简阳市及金堂县部分地区。北周沿置，下辖阳安县、婆閏县、石岗县、怀远县四县。石岗县、怀远县之后废除。隋文帝开皇三年（583年）废临清郡。所辖阳安县、婆閏县归属益州。